# Provinz Zamora
Die Provinz Zamora ist eine spanische Provinz in der autonomen Gemeinschaft Kastilien-León. Sie ist Teil der historischen Landschaft León, welche den westlichen Teil von Kastilien-León einnimmt. Hauptstadt ist die Stadt Zamora.

## Geografische Lage
Die Provinz Zamora hat eine Fläche von 10.561 km² und 165.832 Einwohnern (Stand: 2024).
Sie grenzt im Süden an die Provinz Salamanca, im Osten an die Provinz Valladolid, im Norden an die Provinz León, im Nordwesten an die Provinz Ourense und im Westen an Portugal.
Die vom Duero von Ost nach West durchflossene Provinz gehört größtenteils zur Nordmeseta, einer zwischen etwa 650 und 800 Meter über dem Meeresspiegel liegenden Hochebene. Ihr nordwestlicher Teil ist gebirgig. Dort liegt der Lago de Sanabria, der größte Gletschersee Spaniens.

## Bevölkerung

### Sprachen
Die Hauptsprache der Provinz Zamora ist Spanisch. Vor allem im westlichen und nördlichen Teil wird daneben die leonesische Sprache verwendet. In drei Gemeinden im äußersten Nordwesten wird auch Galicisch gesprochen.

## Verwaltungsgliederung

### Comarcas

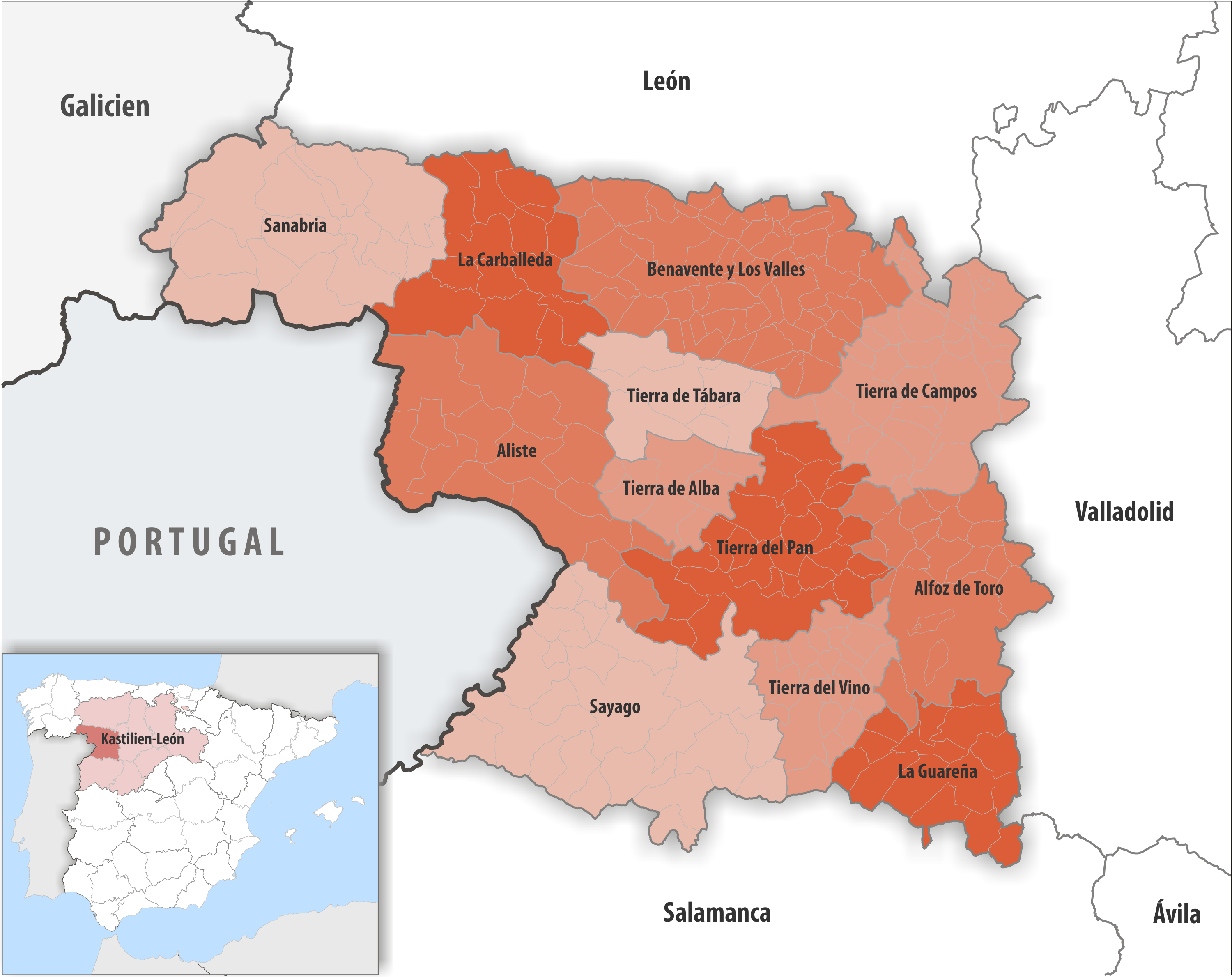
Comarcas in der Provinz Zamora

| Comarca                | Gemeinden | Einwohner (2024) | Fläche km² | Dichte Einw./km² | Hauptort           |
| ---------------------- | --------- | ---------------- | ---------- | ---------------- | ------------------ |
| Alfoz de Toro          | 20        | 12.396           | 817,91     | 15               | Toro               |
| Aliste                 | 16        | 6.920            | 1.181,65   | 6                | Alcañices          |
| Benavente y Los Valles | 55        | 32.901           | 1.366,54   | 24               | Benavente          |
| La Carballeda          | 13        | 2.669            | 780,12     | 3                | Mombuey            |
| La Guareña             | 15        | 6.156            | 577,25     | 11               | Fuentesaúco        |
| Sanabria               | 15        | 5.572            | 1.215,89   | 5                | Puebla de Sanabria |
| Sayago                 | 24        | 7.392            | 1.484,60   | 5                | Bermillo de Sayago |
| Tierra de Alba         | 8         | 1.459            | 320,80     | 5                | Carbajales de Alba |
| Tierra de Campos       | 29        | 6.682            | 972,07     | 7                | Palencia           |
| Tierra del Pan         | 25        | 68.984           | 917,20     | 75               | Zamora             |
| Tierra de Tábara       | 6         | 2.391            | 443,03     | 5                | Tábara             |
| Tierra del Vino        | 22        | 12.310           | 484,23     | 25               | Morales del Vino   |
| Provinz Zamora         | 248       | 165.832          | 10.561,29  | 16               | Zamora             |

## Gerichtsbezirke

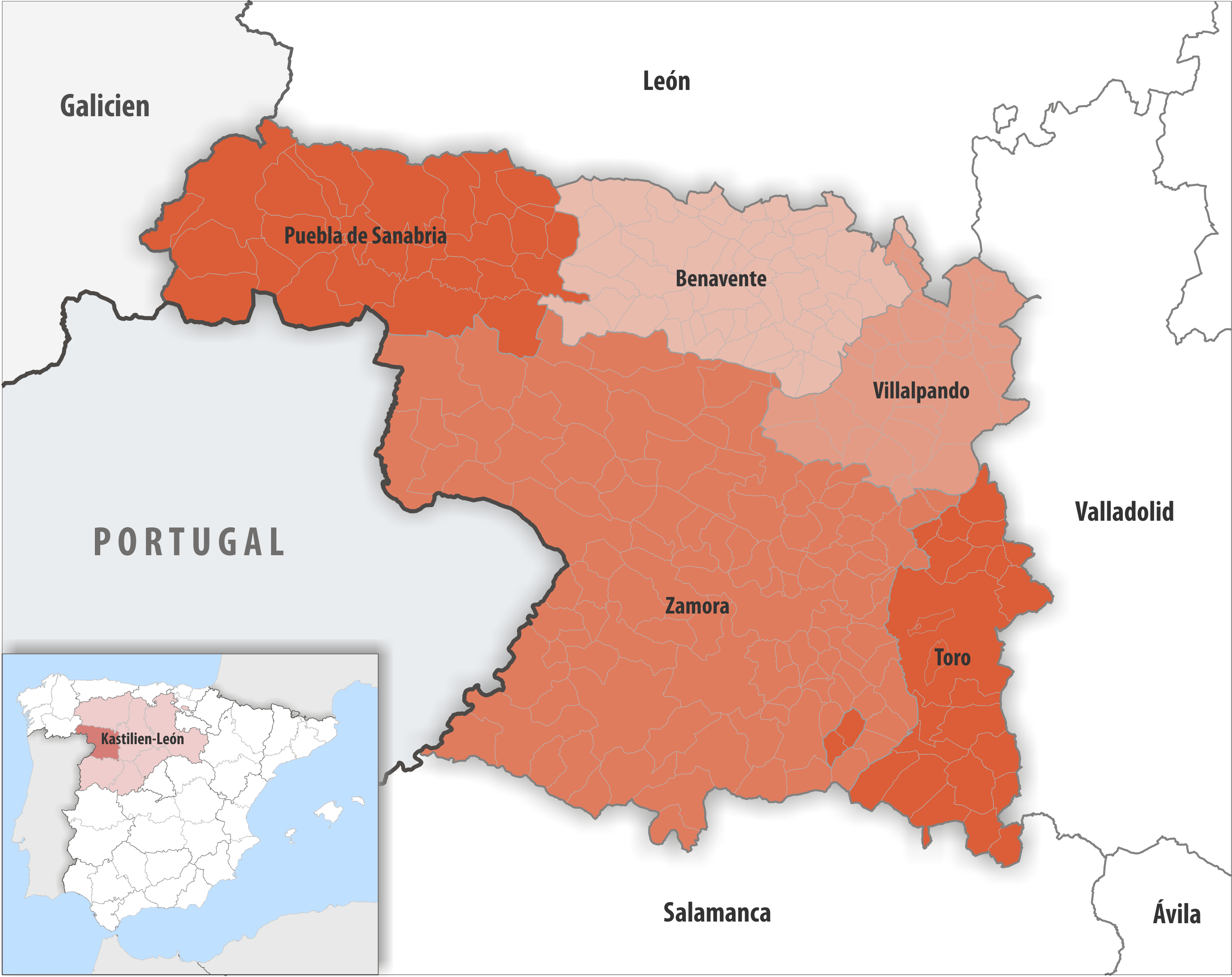
Gerichtsbezirke in der Provinz Zamora

| Gerichtsbezirk     | Gemeinden | Einwohner (2024) | Fläche km² | Dichte Einw./km² | Hauptquartier      |
| ------------------ | --------- | ---------------- | ---------- | ---------------- | ------------------ |
| Benavente          | 56        | 33.067           | 1.416,48   | 23               | Benavente          |
| Puebla de Sanabria | 26        | 7.717            | 1.898,08   | 4                | Puebla de Sanabria |
| Toro               | 26        | 16.807           | 1.143,08   | 15               | Toro               |
| Villalpando        | 30        | 7.121            | 1.032,09   | 7                | Villalpando        |
| Zamora             | 110       | 101.120          | 5.071,56   | 20               | Zamora             |
| Provinz Zamora     | 248       | 165.832          | 10.561,29  | 16               | Zamora             |

## Größte Gemeinden

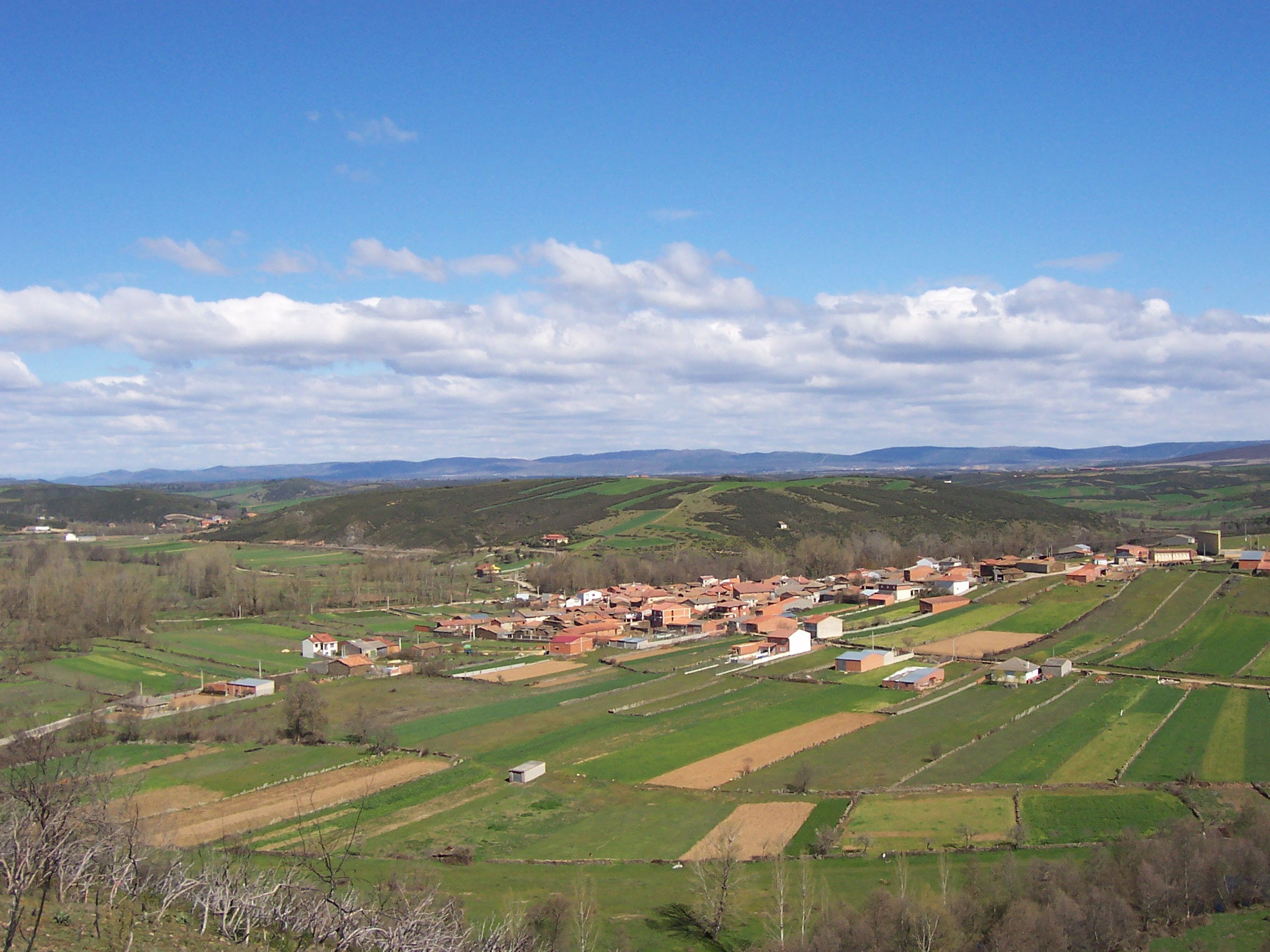
Landschaft im Westen der Provinz

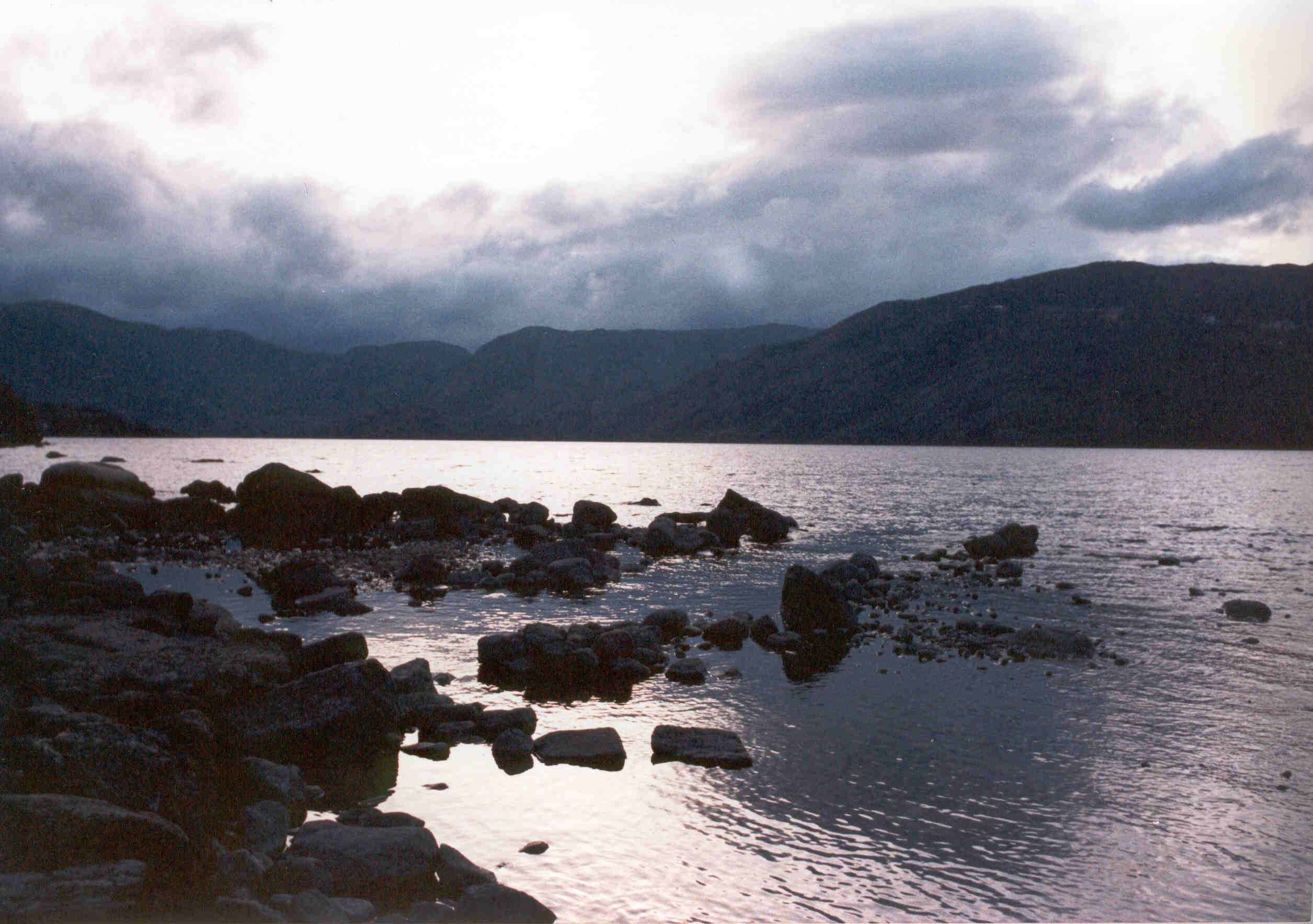
Der Sanabriasee in der Provinz Zamora

Stand: 2024
| Gemeinde  | Einwohner |
| --------- | --------- |
| Zamora    | 59.506    |
| Benavente | 17.246    |

Kleinste Gemeinde ist Pobladura de Valderaduey mit 35 Einwohnern.

## Landrassen
Landrassen (ursprüngliche Nutztierrassen) der Provinz sind unter anderem:
- das Sayaguesa-Rind,[2]
- das Alistana-Sanabresa-Rind[3] und
- der Zamorano-Leonés-Esel.[4]